# Música rock
|  | No s'ha de confondre amb rock and roll. |

La música rock) és un estil musical que evolucionà a partir del blues. El nom rock avui dia s'aplica a molts altres estils, en particular quan un grup de música porta una o més guitarres elèctriques, una bateria, solistes vocals i, molt sovint, un baix elèctric. El rock és un dels estils musicals claus del segle XX i s'ha dividit en múltiples gèneres i subestils, resumits per ordre cronològic (es consideren tant els gèneres de rock com els seus derivats)
La música rock o només rock és un gènere musical contemporani encaminat a englobar cadascun dels diversos gèneres musicals derivats del rock and roll. Sol interpretar-se, entre altres molts instruments que ocasionalment s'addicionen, amb guitarra elèctrica, bateria i baix elèctric. Molts estils de música rock també empren instruments de teclat com l'orgue, el piano o els sintetitzadors. La música rock normalment té un fort contratemps, i sovint se centra en la guitarra, tant elèctrica com acústica.

## Gèneres del rock
Anys 50Rockabilly, White Doo wop, rock instrumental, Boogie Woogie
Anys 60Garage rock, Folk rock (i d'aquí als cantautors), rock psicodèlic, Blues rock, Art rock, Acid rock, Surf rock, Soft rock
Anys 70Glam rock, Hard rock, rock progressiu (que influirà en el progressive i el trance dins la música dance), Latin rock, Jazz rock, Swamp rock, Country rock, Southern rock, Avant-garde rock, heavy metal, Funk rock, punk, Ska punk(2Tone ska), pub rock, Power pop, New Wave, rock alternatiu, Indie rock, Adult Contemporary, Techno pop.
Anys 80Alternatiu/College Radio, Electro pop, Gothic rock, Indie rock, Hardcore punk, L.A. Metal, Slash Metal
Anys 90música Grunge, Rock alternatiu, Heavy rock, Rave, Mixture rock, Industrial rock, Black Metal, Hardcore punk

## Història
El primitiu rock es deriva d'una gran quantitat de fonts, principalment blues, rhythm and blues i country, però també del gospel, pop tradicional, jazz i folk. Totes aquestes influències combinades en una simple estructura musical basada en blues "que era ràpida, ballable i encomanadissa".
A mitjans del segle xx, una sèrie de músics, grups i solistes van revolucionar el món de la música amb l'acceleració dels ritmes del blues. Entre ells, Elvis Presley passaria a ser reconegut com el rei del rock.
La història del rock and roll neix als Estats Units a la fi de la dècada dels 40. Les arrels del nou gènere podem trobar-les al blues, una música afroamericana nascuda a la fi del segle xix com a crit d'alliberament per part dels esclaus africans. En la seua forma més popular i estesa, el blues està estructurat en dotze compassos, i utilitza tres acords diferents. Les lletres contenen temàtiques de desamor, reflectint el dolor de l'autor i -originalment- la duresa de la vida dels afroamericans de les acaballes del segle, per mitjà d'una interpretació plena de sentiment. Entre els autors de blues més destacats que varen influenciar el primitiu rock and roll, cal citar Robert Johnson o Charlie Patton. Tanmateix, no es pot oblidar la importància d'altres gèneres com el Rhythm and blues o el Country en l'origen del Rock & Roll.
Un predecessor directe del rock and roll, i que també comparteix forts lligams amb el blues, és el boogie-woogie. Va gaudir de plena popularitat ja a partir de les darreries dels anys 30. Presenta la mateixa estructura formal que el blues i n'és característic l'ostinato que practica la mà esquerra del piano sobre els seus acords. De fet, el piano era el protagonista del rock and roll més primitiu. Aquest paper fou pres, fins a mitjans de la dècada dels 50, pel saxòfon, i finalment per la guitarra elèctrica.
El terme Rock & Roll fa potser referència als moviments rock, endavant i endarrere, i roll, d'un costat a l'altre, emprats pels mariners durant segles per definir els moviments d'una embarcació. "Roll", però, també formava part de l'argot afroamericà per expressar els conceptes "ballar" i "sexe". El terme va entrar en la música Gospel i molt de temps després va ser utilitzat per descriure la forma de ballar del Rock & Roll. Els primers grups interpretaven balades romàntiques suaus, però la vessant que va guanyar més popularitat va ser una barreja de Rock & Roll i Hillbilly, un estil de música practicat al Sud dels Estats Units que va donar lloc al Rockabilly. Elvis Presley va ser el màxim exponent d'aquest estil i un dels grans mites del Rock & Roll originari. L'any 1954 és considerat com el del naixement oficial del nou gènere musical

### Rock and rolli música rock
El terme rock and roll ha englobat, des de sempre, tots els gèneres que en deriven d'ell en ésser l'únic vessant i terme predominant. Però posteriorment, a causa de la creixent popularitat de molts d'aquests gèneres derivats, s'ha creat un terme que és purament contemporani per englobar-los, amb la mateixa funció que complia el terme rock and roll, i que es diferencia a partir de la contracció derivada d'aquest (rock), música rock, i per això rock and roll és el sinònim històric de música rock i tots els gèneres avui englobats en música rock en deriven d'ell de forma directa o indirecta.

### Cronologia i evolució
La música rock té les seves arrels en l'era del rock and roll i del rockabilly dels anys 50. A la fi dels anys 60, la música rock es combinà amb la música folk per crear el folk rock, amb el blues per crear el blues rock i amb el jazz per crear el jazz rock fusió, i sense una marca de temps per crear el rock psicodèl·lic. En els anys 70, el rock va incorporar influències del soul, el funk i la música llatina. També en els anys 1970 el rock desenvolupà alguns subgèneres, com el soft rock, el hard rock, el rock progressiu, el heavy metal i el punk rock. Els subgèneres del rock dels anys 80 inclouen el glam metal, el synth-rock, el thrash metal, el hardcore punk i el rock alternatiu. Els subgèneres del rock dels anys 90 inclouen el rock estil grunge, el britpop, l'indie rock, el piano rock o el nu metall.

#### Anys '50
- Chuck Berry, Bo Diddley i Little Richard; el rock eminentment "negre".
- Gene Vincent, Eddie Cochran i Roy Orbison popularitzen molts èxits, apropant el rock and roll a la població blanca.
- Aparició d'Elvis Presley, popularització del rock a gran escala.
- "El dia en què va morir la música". Buddy Holly, Ritchie Valens i Big Bopper moren en un accident d'avió. Anys més tard, Don McLean tractaria aquest tema en la seva cançó "American Pie".
- Al llarg dels anys '50 es conrea el Surf rock i el Pepitu Rock instrumental, que continuaria al llarg dels primers 60 amb grups com The Shadows.
- Phil Spector revoluciona la forma de gravar música amb el seu "Wall of Sound" i es convertiria en el model a seguir pels productors musicals dels anys '60. Neix el soul gràcies a la sacrílega barreja de gospel i rhythm and blues impulsada per Ray Charles i Sam Cooke, estil que en la seva evolució fou reeixidament promoguda pels segells Stax i Motown. (Finals dels anys '50 i principis dels '60).
- El rock and roll arriba al Regne Unit amb músics com Billy Fury i Marty Wilde. Es popularitza el skiffle de Lonnie Donegan i grups com The Quarrymen (que posteriorment es convertirien en The Beatles a la fi dels anys '50, principis dels '60).

#### Anys '60
- Sorgeix la música beat de la mà dels primers discs The Beatles. Altres grups destacats foren The Searchers, The Hollies, Herman's Hermits i The Dave Clark Five.
- Sorgeixen The Beach Boys als EUA, inicialment amb exponent del surf rock, representat també per grups com The Rivieras o Jan and Dean, i ja a partir de 1966, amb el llançament de Pet Sounds, com a grup innovador i parteix de l'escena psicodèl·lica nord-americana.
- La Invasió Britànica; The Beatles, Els Rolling Stones, The Kinks, Small Faces, The Who. Neix el moviment mod, liderat per alguns d'aquests grups.
- Bob Dylan empra la guitarra elèctrica en cançons amb base folk, creant el folk rock. El seguirien The Byrds, Simon and Garfunkel o Crosby, Stills and Nash.
- El rock psicodèl·lic neix a Califòrnia (EUA) amb Grateful Dead, Jefferson Airplane, The Doors o el pop rock influenciat pel hippisme de The Mamas and The Papas. Al Regne Unit és assimilat pels grups de la Invasió Britànica, encapçalats pels Beatles i el seu Sgt. Pepper's Lonely Hearts Club Band. Alhora sorgeixen altres bandes com Pink Floyd, Traffic, Jethro Tull o Soft Machine, que més tard donarien lloc al rock simfònic. Es popularitza l'ús del Moog, el Mellotron i el Sitar.
- En molts d'aquests grups es faria patent una forta tendència blues rock, de la que serien grans exponents Janis Joplin i la seva banda Big Brother & The Holding Company, a més de formacions com Canned Heat.
- Jimi Hendrix i Eric Clapton amb Cream revolucionen la forma de tocar la guitarra elèctrica.
- Frank Zappa i els seus Mothers of Invention serien una mostra anticipada del rock simfònic més inclassificable i iconoclasta, on es trobaven Stravinsky, la comèdia, el rock i les referències contraculturals.
- La Creedence Clearwater Revival i Buffalo Springfield, grup del que sortiria Neil Young, s'encarreguen de mantenir el costat més clàssic i purista del rock and roll en una dècada convulsa i experimental, facturant un rock d'empremta antiga i melodies treballades, no exempt de missatges reivindicatius.
- A 1967 es publica el primer disc de Leonard Cohen, que consolida en una dilatada carrera la figura de cantautor i crooner del rock, influenciant en molts artistes que més tard desenvoluparien aquest concepte.
- I a 1969 el primer en solitari de Neil Young, que enllaça lirisme acústic amb distorsió i cruesa. Aquesta fórmula inspiraria algunes generacions de músics, i molt en concret la generació grunge. També a 1969 publica Led Zeppelin els seus dos primers àlbums.
- The Velvet Underground; el costat més fosc, líric i artístic del rock; inspirats per la "Factory" d'Andy Warhol deixen una petjada indeleble al rock, influint en el punk, el rock gòtic i l'escena posterior alternativa. El seu líder Lou Reed evolucionaria posteriorment en la seva carrera en solitari, a cavall entre la poesia i el rock, tocant glam rock als '70 amb discs com Transformer o Berlín.

#### Anys '70
- Led Zeppelin, Queen, Black Sabbath i Deep Purple; aparició del hard rock i del heavy metal, arrels del doom metal.
- Paul Rodgers saltaria a la fama amb Free, principalment a través del tema "All right now", a la fi dels anys 1960 i principis dels '70, per després formar Bad Company. The Faces, amb Rod Stewart al cap, serien un altre exponent d'aquest rock de crudesa clàssica, a cavall entre el blues rock i el hard rock.
- Stooges, New York Dolls i MC5, i més tard The Runaways, començament del proto punk.
- Neix el funk a partir del soul, amb James Brown com cap visible i amb altres artistes com Sly & The Family Stone o George Clinton aportant-hi diferents perspectives al gènere. Tots ells, juntament amb Marvin Gaye, Isaac Hayes o Curts Mayfield, donarien lloc al moviment blaxploitation i serien fonamentals pel desenvolupament de la posterior música disco.
- Jethro Tull, Pink Floyd, Genesis etapa Peter Gabriel, Yes, Rush i King Crimson: el rock progressiu i el jazz rock. Pink Floyd llançarien Dark Side of the Moon, que es convertiria en el disc més reeixit del gènere, postulant-se com a pares del space rock, que tindria en Hawkwind la seva continuïtat.
- Emergeix el glam rock amb artistes com Aerosmith, T.Rex, David Bowie, Roxy Music, Queen, Alice Cooper, Slade o Swee, als que se'ls sumarien altres com Lou Reed o The Stooges. El glam actualitzà, amb provocació i maquillatge, la frescor del rock and roll dels anys '50 davant del virtuosisme del rock progressiu, influint posteriorment en el punk i en tots els gèneres que varen néixer a partir d'ell a la fi de la dècada.
- Onada de hard rock americà. Aerosmith, Kiss, Cheap Trick, Ted Nugent, Grand Funk Railroad. A Austràlia neixen AC/DC i a Irlanda Thin Lizzy, mentre que a Anglaterra emergeixen Motörhead.
- Segona etapa i desenvolupament final del heavy metal. Judas Priest, Scorpions, Nazareth, Uriah Heep.
- El power-pop recupera les melodies dels grups de la Invasió Britànica combinant-les amb guitarres enèrgiques amb artistes com Big Star, Todd Rundgren o The Raspberries. a la fi de la dècada del gènere viu el seu èxit comercial gràcies a grups com The Knack. A partir dels '90 grups de rock alternatiu com Teenage Fanclub i The Posies revitalitzarien el gènere.
- Kraut-rock, derivació alemanya del rock simfònic o progressiu, en la qual s'hi comença a utilitzar el sintetitzador, derivat del Moog, d'una certa manera que provocaria el naixement de la música electrònica.
- La gran explosió anglesa del punk, darrere l'aparició de Ramones, Patti Smith i The Dictators, seguits per Dead Boys i The Heartbreakers als EUA i com reacció als excessos, tornada al bàsic; sorgeixen al Regne Unit Sex Pistols, The Clash, Buzzcocks, The Damned.
- Des de Jamaica el reggae arriba a una gran popularitat a tot el món gràcies a Bob Marley, seguit d'altres artistes com Peter Tosh i Jimmy Cliff. Un altre ritme jamaicà, el dub, es popularitza de la mà de Lee "Scratch" Perry. El reggae marcaria profundament molts músics de rock, com els Rolling Stones i especialment la generació punk, entre ells The Clash. A partir d'aquesta fusió de punk i reggae, evolucionaria el modern ska 2 Tone.
- La new wave (nova onada), la influència del punk al pop i al rock. Elvis Costello, Blondie, The B-52's, The Police.
- Van Halen revoluciona la forma de tocar la guitarra elèctrica en el hard rock.
- L'aparició del post punk; The Cure, Bauhaus, Joy Division, Public Image Ltd., Gang of Four, Paràlisi Permanent.
- Ús del sintetitzador en el synthpop: Kraftwerk, Gary Numan, Depeche Mode, Soft Cell.
- Rock gòtic a Europa i death rock als EUA; influenciat pel glam rock, el punk i el rock psicodèl·lic. Bauhaus, The Sisters of Mercy, Siouxsie & the Banshees, The Damned, Christian Death.
- Arrels del rock industrial; electrònica i rock comencen a fusionar-se. Throbbing Gristle, KMFDM, Einstürzende Neubauten.
- Tom Waits i més tard Nick Cave, representarien la figura del crooner des d'un punt de vista iconoclasta i underground, en una dilatada carrera que s'estén des dels '70 fins a l'actualitat, i el major apogeu del qual té lloc als anys '80.
- El soft rock és representat per grups com America i The Eagles.

#### Anys '80
- Segona onada punk americana, s'assenten les arrels del hardcore punk: Black Flag i The Misfits. Dead Kennedys, Bad Brains i Plasmatics.
- La nova onada del heavy metal britànic (NWOBHM). Iron Maiden, Saxon, Def Leppard, Motörhead.
- New romantic (nou romàntic), pop rock FM amb influències new wave (nova onada), i englobant àdhuc les restes d'aquest; Tears for Fears, Duran Duran, The Cars, Adam and the Ants.
- Tot el poder i les melodies de l'A.O.R. amb Journey, Toto, Foreigner i Boston.
- Al camp del pop rock més "mainstream", Madonna, Prince i Michael Jackson tenen nombrosos èxits.
- El rock americà reviu gràcies a Tom Petty i Bruce Springsteen, aquest últim qualificat com "el futur del rock and roll" o "el boss" (el cap). Músics com John Cougar Mellencamp o John Hiatt destaquen en l'estil, mentre que Joan Jett, procedent de The Runaways, i Pat Benatar triomfen amb nombrosos èxits de rock FM; Dire Straits i Bryan Adams continuarien el concepte de rock radiable al llarg de la dècada.
- El hard rock dels '80 o glam metal arriba al seu major apogeu; les hair bands, Los Angeles com a centre del rock: Mötley Crüe, L.A. Guns, Warrant, Cinderella, Tesla, White Lion, Poison, Europe, Bon Jovi, Twisted Sister, Ratt.
- Thrash metal: Metallica, Megadeth, Slayer, Testament, Anthrax, Sepultura, Suicidal Tendencies, Overkill. A Alemanya Kreator, Destruction i Sodom. El heavy metal i el hardcore punk, derivat del punk, es fusionen.
- Les discogràfiques independents creades a partir del punk possibiliten el naixement de l'indie i l'indie pop representat per grups com The Smiths, Orange Juice o The Go-Betweens. El 1986 el NME publica un casset amb el títol C86, que donaria origen al moviment del mateix nom. Primers grups de rock alternatiu: Pixies, Jane's Addiction, R.E.M., Dinosaur Jr i Sonic Youth, als EUA i The Jesus and Mary Chain i Primal Scream al Regne Unit, marquen les bases del gènere, en els seus inicis en un pla underground.
- El hardcore punk evoluciona fusionant-se amb altres gèneres i donant lloc al hardocre melòdic, al post hardcore i a l'emo-core o simplement emo.
- El death metal, amb Death i Possessed com a primers exponents, després vindrien grups com Obituary, Cannibal Corpse, Morbid Angel, Deicide, a més del power metal i grindcore es desenvolupen arribant a la seva màxima expressió, se segueix desenvolupant el doom metal sota la influència de Black Sabbath es formen Candlemass i Paradise Lost.
- El 1987 Guns N' Roses redefineixen el rock dur, amb el disc Appetite for Destruction, que implica un canvi en la temàtica i actitud que prepararia el canvi pels canvis de la següent dècada, apartant-se així de la frivolitat i diversió del sleaze rock. Dos altres grups que marcaren una diferència substancial en el gènere foren Dogs D'amour i The Cult, aquests últims en llur etapa més rockera i menys sinistra; per la seva part, tant Skid Row com els escocesos Gun, facturant un hard rock lleugerament més modernitzat, es mantindrien en l'escena dels primers '90, ja dominada pel grunge.
- Es comença a apreciar la forta influència en el rock de grups de gangsta rap com NWA o Cypress Hill, o de hip-hop com Public Enemy.
- El shoegazing fou un gènere de música indie sorgit a la fi dels anys vuitanta i principis dels anys 90 al Regne Unit que hauria revolucionat el gènere, però fou el rock alternatiu i després el brit pop (que va donar les seves primeres passes amb The Who) qui el farien finalment. My Bloody Valentine, Ride, Swervedriver, Chapterhouse.
- Terence Trent d'Arby i Lenny Kravitz representen les noves formes del soul i el funk amb el rock, des d'un pla de gran èxit comercial, no exempt en moltes ocasions de qualitat i experimentació, la influència de la qual començà a la fi dels anys '80.

Manchester es transforma en madchester i assenta les bases del posterior britpop i de la música electrònica que realitzen grups com The Stone Roses, Happy Mondays, The Charlatans o Inspiral Carpets.
Es fusiona amb el heavy metal creant així el metal progressiu de la mà de grups com Tool, Dream Theater i Symphony X, continuant la tendència ja avançada en la passada dècada per músics com Billy Sheehan o Steve Vai.
- Apareix a Llatinoamèrica el moviment rock en castellà, imposant-se Caifanes i Soda Stereo com a icons mentre que a l'estat espanyol apareixen Héroes del Silencio.

#### Anys '90
- Rock de fusió. El rock, el Heavy Metal i el punk es fusionen amb el rap i el funk, incorporant altres elements com rock progressiu. Fishbone, Faith No More, Red Hot Chili Peppers i Rage Against the Machine.
- Sorgeix el black metal a Noruega influenciat pel thrash metal i el death metal, especialment amb el disc "Black metal" de Venom que li donà nom al gènere, i per Mercyful Fate. Amb bandes com: Mayhem, Darkthrone, Emperor, Gorgoroth, Burzum, etc., comencen la cremada d'esglésies per guanyar atenció dels medis; el power metal èpic arriba a la seva màxima expressió amb bandes com Rhapsody of Fire, HammerFall, Edguy o Stratovarius.
- Sorgeix el metal gòtic, influenciat pel doom metal. Paradise Lost inclou veus femenines i teclats, apareix Lacrimosa el 1989, com a principal influència, el rock progressiu.
- El rock alternatiu i el grunge revolucionen el gènere a partir de l'èxit de l'àlbum Nevermind de Nirvana. Seattle es converteix en el centre del rock; a més de Nirvana, sorgeixen com a principals exponents Pearl Jam (renascuts de les cendres dels seminals Mother Love Bone), Screaming Trees, Soundgarden i Alice in Chains, a més de Hole o Afghan Whigs, bandes que després li obririen camí a altres de cort més comercial com Foo Fighters o Collective Soul. El grunge també influeix en l'escena hard rock, i les hair bands pràcticament desapareixen amb la nova tendència, observant un canvi en les temàtiques, que fuig de la frivolitat i la diversió. En el rock alternatiu triomfen Weezer, The Smashing Pumpkins o Jane's Addiction gràcies al festival Lollapalooza.
- Aparició del brutal death metal, el que seria el subgènere més pesant dins del rock i la música en general, amb bandes com Cannibal Corpse, Vital Remains, Suffocation, i més tard una segona generació molt més "bèstia" i "gutural" liderada per Dying Fetus. També es poden mencionar grups com Glossectomy, Disgorge, Vomitory i Devourment. També apareixeria el death metal melòdic, que afegia riffs més melòdics i de vegades teclats; cal destacar bandes com Arch Enemy, Children of Bodom, Dark Tranquillity, Amon Amarth i In Flames.
- Sorgeix el stoner rock o rock desèrtic, fusió del rock psicodèl·lic dels '70 amb el rock alternatiu dels '90, amb la música de Black Sabbath; característic per densos riffs de guitarres fosques i ritmes lents, utilitzant les afinacions més greus dels instruments, contrastat per The Melvins i altres bandes americanes provinents de Califòrnia com Kyuss (considerats fundadors de l'estil), Fu Manchu o Nebula, però sense arribar a tenir l'èxit comercial de les bandes de Seattle i del moviment grunge; l'estil tingué la seva continuïtat amb bandes com Queens of the Stone Age durant la següent dècada.
- A això s'hi suma el rock industrial i el metal industrial, amb bandes com Nine Inch Nails, Ministry, Marilyn Manson o Rammstein.
- El metal dels '90 comença a impregnar-se de l'esperit del rock alternatiu; Sepultura innoven amb els àlbums Chaos A.D. i Roots, igual que Metallica amb els seus discs Load i Reload, mentre que Pantera desbanca Michael Jackson del número u de la llista americana amb un disc de metal extrem anomenat Far Beyond Driven.
- Grups de hard rock i heavy metal amb tendència a incorporar elements del rock psicodèl·lic i el punk, així com de la cultura de "Sèrie B", comencen a popularitzar-se i triomfar als EUA: Monster Magnet, White Zombie i Danzig, banda de l'antic líder de The Misfits.
- The Black Crowes contrasten amb "rara avis" a la nova escena per la seva proposta fortament retro, i influenciada per The Faces o The Rolling Stones. Al llarg dels anys 90 desenvoluparien més el seu estil fins al concepte de "Jam-Band".
- Aquesta tendència retro vers sons dels '70 la confirmarien grups com Counting Crows o 4 Non Blondes, que saltarien a la fama amb llurs dos respectius hits, "Mr. Jones" i "What's up", temes que sonarien de forma insistent durant la resta de la dècada en les radiofórmules, convertint-se ambdós en temes de referència de la dècada.
- El brit pop neix al Regne Unit als anys '90, com a reacció a la creixent popularitat del grunge que envaïa les ràdios locals, de la mà de grups com Oasis, Blur, Pulp, Suede o The Verve. El brit pop pren influència dels gèneres madchester, indie, shoegazing, new wave i el rock dels '70 i '60.
- Prodigy, The Chemical Brothers, Fatboy Slim, Apollo 440 i altres artistes de big beat combinen rock amb distints gèneres de música electrònica, arribant a una notable popularitat entre les audiències rock.
- Sorgeig el "neo punk" amb grups com The Offspring, Green Day, blink-182, Rancid, Bad Religion i NOFX (procedents de l'escena hardcore punk melòdica) principalment, que s'encarreguen de portar el punk a un pla menys contracultural i rupturista que el punk original i musicalment més polit.
- Bandes com Redd Kross, Urge Overkill o Jellyfish reivindiquen de nou la música i imatge dels anys '70, aquest cop des d'una òptica i so propers de vegades a Cheap Trick o els primers Kiss, i a melodies beatlelianes.
- Els anys '90 és també la dècada en què triomfen solistes, de vegades propers a la figura del crooner o del cantautor, però amb propostes marcadament personals, arriscades i iconoclastes, que en moltes ocasions prenen un rumb fora del gènere, com Jeff Buckley, PJ Harvey, Björk o Tori Amos. Cal citar també els últims discs per American Recordings d'un artísticament renascut Johnny Cash.
- Radiohead publica OK Computer, àlbum que segons la premsa musical es converteix en la seva obra més important i un dels més importants de la dècada, influint en grups posteriors com Travis, Coldplay o Muse.
- Sorgeix el post hardcore, bandes americanes com Fugazi, Helmet o Quicksand practiquen el so més intens del hardcore punk barrejant-lo amb certa actitud independent, posterior influència en bandes de rock alternatiu i emo, popularitzat més tard per la banda At the Drive-In.
- Nu metal, el metal alternatiu com Korn, Deftones, Linkin Park, Limp Bizkit, Slipknot o System of a Down; hereu del rock de fusió.
- Segona etapa del metal gòtic i tercera etapa del rock gòtic; se suprimeixen les veus guturals del death en el metal gòtic: Nightwish, Within Temptation, Anabantha (1996). Nightwish fusionen metal gòtic amb òpera. Rock gòtic amb tendència al metal gòtic: L'Âme Immortelle, Entwine, Evanescence, HIM (1996-1998).
- Sorgeix el groove metal, influenciat pel thrash metal i el nu metal, metal industrial que barreja metal amb música electrònica, avant garde metal o metal experimental, i el viking metal, que és influenciat pel death metal, black metal, i temes d'imaginària vikinga.
- La segona meitat de la dècada és la nova onada de rock, anomenat de vegades action rock, fusionant hard rock amb punk, com a reacció a la intel·lectualitat del grunge i l'alternatiu, tornada al rock més bàsic. El moviment prové d'Escandinàvia principalment; Turbonegro, Backyard Babies, Hellacopters, Hardcore Superstar o Gluecifer; sense oblidar la resposta americana amb Buckcherry o Nashville Pussy. Això aporta una certa revifada del glam metal, i grups com L.A. Guns o Poison tornen a fer gires i editar discs.
- Últims anys '90, i primera meitat de la nova dècada, es popularitza el country alternatiu o "americana"; així és anomenat el rock americà; country i música d'arrels americana fusionat amb rock alternatiu; Drive-By Truckers, Steve Earle, Lucinda Williams, Son Volt, Wilco o Cracker. Tornada a les arrels, però amb un altre punt de vista més actual, partint del llegat de Gram Parsons, les arrels dels quals se situen generalment en el grup Uncle Tupelo.

## Principals gèneres de rock
- Rock Progressiu (progressive rock, prog-rock) és un subgènere del rock dels finals de la dècada dels setanta del segle xx. Va arribar a la seva màxima expressió durant la primera meitat de la dècada dels vuitanta.

L'adjectiu progressiu fa referència tant al caràcter innovador d'aquell temps, entès com un pas endavant al progrés de la música en general, com també al caràcter que es volia que tingués l'obra musical: havia de transcendir l'estructura en estrofa i tornada, i mostrar un progrés, ben calculat i conduït, des de l'inici fins al final. La seva màxima característica és el pas gradual i progressiu de la sonoritat bucòlica, acústica, medievalitzada, folk, modal, del temps lent; fins a una altra sonoritat més urbana, elèctrica, tensa i més accelerada.
Les seves composicions també es caracteritzen per l'ús de moviments, com a les obres de música clàssica, l'addició de nous instruments que es van desenvolupant al conjunt de la peça. I també la improvisació, propera als cànons del jazz.
Es consideren altres característiques importants com les cançons llargues, àlbums conceptuals, lletres ambicioses, el virtuosisme dels instrumentistes i un ús prominent de sintetitzadors i altres recursos electrònics. Tot i que totes aquestes característiques no es compleixen a formacions com Jethro Tull, Genesis, Pink Floyd, Emerson, Lake and Palmer i Yes.
- Hard rock o heavy rock és el fruit del desenvolupament i la barreja del blues i dels aspectes més innovadors del rock existent als anys 60
- Heavy Metal (literalment en català metall pesant o metall dur) és un estil musical descendent del Rock,[2] molt menys influenciat pel Blues que el Hard Rock, caracteritzat principalment per la contundència del seu so, generalment obtinguda amb l'ús de guitarres elèctriques amb alt grau de distorsió, veus molt extremes i bateries amb doble bombo o doble pedal, i baixos pronunciats i contundents.[3] Es va crear a la fi de la dècada dels '60 i a l'inici dels '70, al Regne Unit i als Estats Units.[4]
- Reggae, sorgeix durant la darrera part dels anys seixanta, de la fusió de diversos ritmes del calipso, i el jazz, blues i rock-and-roll nord-americans.
- Punk rock (sovint referit a ella simplement com punk) és un gènere de música rock anti-establishment i moviment que es desenvolupava entre 1974 i 1976 al Regne Unit, els Estats Units i Austràlia.
- Garage rock és una forma senzilla i crua de rock and roll creada per diverses bandes dels Estats Units a mitjans dels anys seixanta. Inspirats per bandes de la Invasió Britànica com The Kinks o The Who, aquestos grups tocaven una variació d'aquests estils de música.
- Cello rock és un estil de rock compost principalment per instruments de corda -com el violoncel (nomenat cello, com en l'original italià), el violí i la viola- per crear un so i textura similar al de la música rock, però format de nou diferentment pels timbres únics i els gèneres més tradicionals del cello (particularment) i altres instruments de corda utilitzats.

## Impacte social
Els subgèneres diferents de rock van ser adoptats per, i esdevenia central a, la identitat d'un número gran de sub-cultures. Dins el 1950s i 1960s, respectivament, les joventuts britàniques van adoptar el Teddy Noi i Rocker subcultures, el qual va regirar al nostre voltant rock i contracultura de roll.the del 1960s era de prop associat amb rock psicodèlic. El mid-tardà 1970s punk la subcultura va començar dins els EUA, però va ser donat un caire distintiu per dissenyador britànic Vivienne Westwood, un caire quina propagació mundialment. Fora del punk escena, el got i Emo les subcultures van créixer, tots dos del qual va presentar modes visuals distintives.
Una fotografia de color que mostra les persones des del 1969 Festival de Woodstock #seure en herba, dins el foreground un dors i un caire d'home blanc a cadascú altre
El 1969 Woodstock el festival va ser vist com a celebració del countercultural estil de vida.
Quan una cultura de rock internacional va desenvolupar, va suplantar cinema com les fonts importants d'influència de manera. Paradoxalment, els seguidors de música de rock tenen sovint mistrusted el món de manera, el qual ha estat vist com elevar imatge per sobre de substància. Maneres de rock han estat vistes com combinar elements de períodes i cultures diferents, així com expressar vistes divergents en sexualitat i gènere, i música de rock en general ha estat notada i criticat per facilitant llibertat sexual més gran. El rock també ha estat associat amb diverses formes d'ús de droga, incloent les amfetamines dutes per mods dins el primerenc a mid-1960*s, a través del LSD, mescaline, hashish i altres drogues al·lucinògenes van vincular amb rock psicodèlic dins el tardà 1960s i primerenc 1970s; i de vegades a cànnabis, cocaïna i heroïna, tot dels quals han estat eulogised en cançó.
El rock ha estat abonat amb canviar actituds per córrer per inaugural dalt cultura d'americà africà a audiències blanques; però al mateix temps, el rock ha estat acusat d'apropiar-se i explotant aquella cultura. Música de rock de l'estona ha absorbit moltes influències i audiències Occidentals introduïdes a tradicions de musical diferent, la propagació global de música de rock ha estat interpretada com a forma d'imperialisme cultural. Música de rock va heretar el folk tradició de cançó de protesta, fent declaracions polítiques en afers com guerra, religió, pobresa, drets civils, justícia i l'entorn. L'activisme polític va assolir un cim d'idea dominant amb el "Coneixen és Nadal?" sol (1984) i Viure concert d'Ajut per a Etiòpia en 1985, el qual, mentre amb èxit criant conscienciació de pobresa mundial i finança per a ajut, tingues també estat criticat (juntament amb successos similars), per proporcionar una etapa per self-aggrandisement i va augmentar els beneficis per als astres de rock van implicar.
Des de la seva música de rock de desenvolupament primerenca ha estat associada amb rebel·lió en contra normes socials i polítiques, més evidentment en el rebuig de rotlle i rock primerenc d'un adult-cultura dominada, el rebuig de la contracultura de consumisme i conformitat i el rebuig de punk de tot forma de conveni social,tanmateix, també pot ser vist com proporcionar uns mitjans d'explotació comercial de tals idees i de desviar joventut lluny d'acció política.